# Мощун
Мощун (укр. Мощун) — село в Бучанском районе Киевской области Украины.
Население по переписи 2001 года составляло 794 человека. Почтовый индекс — 08106. Телефонный код — 4598.

## История
Лаврентий Похилевич в «Сказании о населённых местностях Киевской губернии» (1864 год) пишет:
среди бора в 7-ми верстах от Мостищь при ручье того же названия, впадающем в Ирпень ниже м. Гостомля. Называется также Пильней. Жителей обоего пола 88.

Российское вторжение

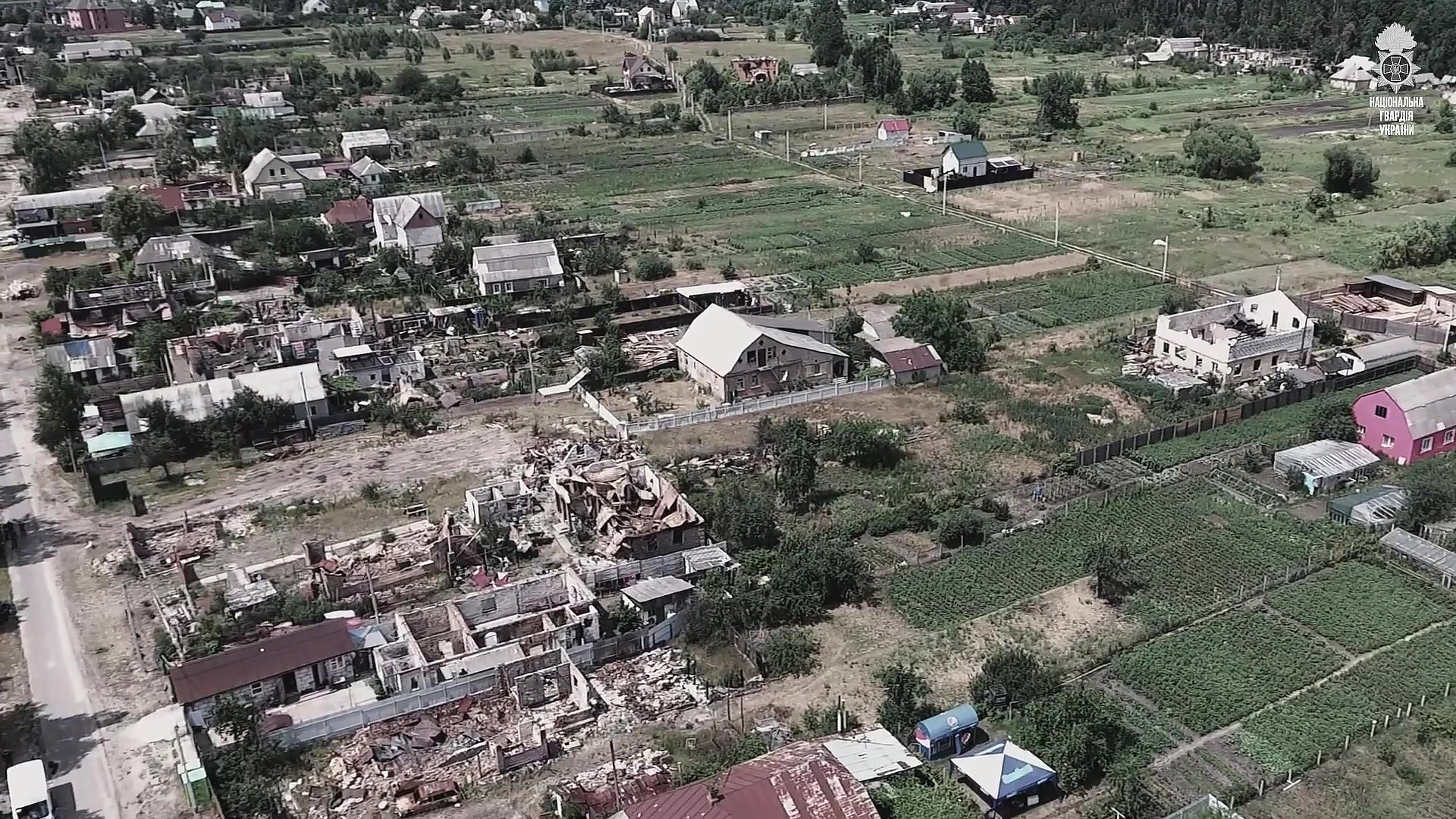
Разрушения в селе после боёв в 2022 году

В начале марта 2022 года российская армия, наступавшая на Киев, в битве за Мощун, по данным BBC, потеряла не менее 21 морского пехотинца, в основном из 155-й бригады морской пехоты. По данным расследования радио «Свобода», в боях за село погибли как минимум около ста российских десантников, морских пехотинцев и разведчиков, в том числе не менее 45 десантников 331-го полка.

## Село в искусстве
Здесь снимали телевизионный художественный сериал «Сваты» и «Возвращение Мухтара».